# Phidippus aureus
Phidippus aureus là một loài nhện trong họ Salticidae.
Loài này thuộc chi Phidippus. Phidippus aureus được Edwards miêu tả năm 2004.